# デリ (騎兵)

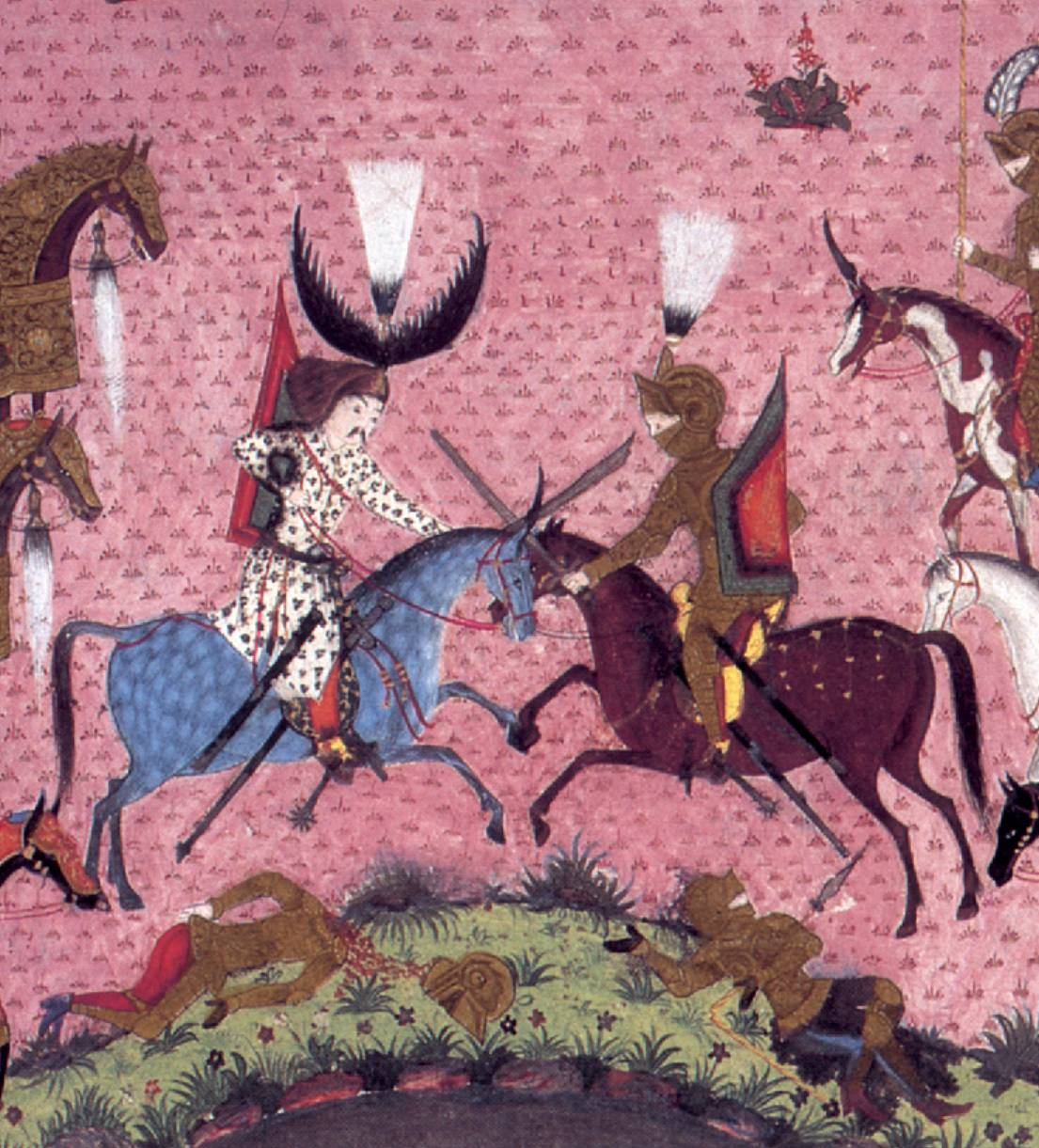
ハンガリー騎兵と戦うデリ（左）

デリ (トルコ語: Deli , オスマン語: دلی, Delü) は、オスマン帝国の非正規軽騎兵。原義は「大胆な、無謀な、狂人」などといった意味である。
ゲリラ戦術を用いて最前線で突撃をかける役割のほか、敵を攪乱したりした。平時にはルメリアの帝国高官の護衛も務めた。

## 歴史
15世紀中ごろ、デリはバルカン半島の帝国国境防衛のため、ルメリア州で成立した。16世紀には、その活動の最盛期を迎えた。
アキンジとは明確に区別された集団であるが、どちらもルメリアで活躍した非正規軽騎兵であったことから混同されがちである。
1829年、マフムト2世は西洋式軍隊への改革の一環として、3年前のイェニチェリ廃止と同様にデリを廃止した。